# Bamra exclusa
Bamra exclusa är en fjärilsart som beskrevs av John Henry Leech 1889. Bamra exclusa ingår i släktet Bamra och familjen nattflyn. Inga underarter finns listade i Catalogue of Life.